# Mujeres en África

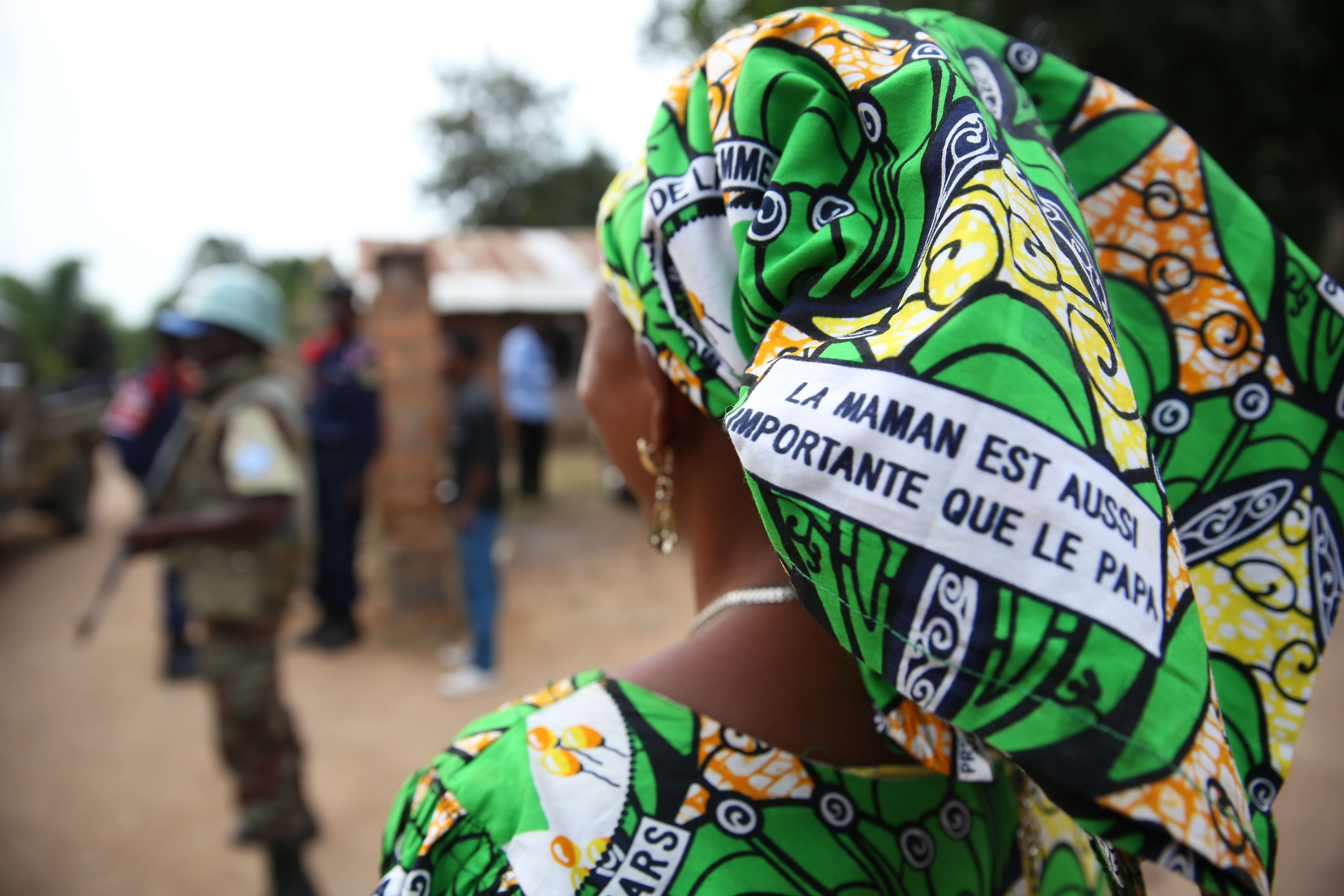
Una mujer congoleña reivindica los derechos de la mujer con el mensaje "La madre es tan importante como el padre" impreso en su página, 2015.

La cultura, la evolución y la historia de las mujeres que nacieron, viven y son del continente africano reflejan la evolución y la historia del propio continente africano.
Se han realizado numerosos estudios breves sobre la historia de las mujeres en las naciones africanas. Muchos estudios se centran en los roles históricos y la situación de las mujeres en países y regiones específicos, como Egipto, Etiopía, Marruecos, Nigeria,Lesoto,o el África subsahariana. Recientemente, los académicos han comenzado a centrarse en la evolución del estatus de la mujer a lo largo de la historia de África utilizando fuentes menos comunes, como canciones de Malaui, técnicas de tejido en Sokoto y lingüística histórica.
La situación de las mujeres en África varía de nación a nación y de región a región. Por ejemplo, Ruanda es el único país del mundo donde las mujeres ocupan más de la mitad de los escaños del parlamento:51,9% en julio de 2019, mientras que Marruecos solo tiene una ministra en su gabinete. Se han hecho esfuerzos significativos hacia la igualdad de género a través de la creación de la Carta Africana de Derechos Humanos y de los Pueblos, que alienta a los Estados miembros a poner fin a la discriminación y a la violencia contra las mujeres. A excepción de Marruecos y Burundi, todos los Estados africanos han adoptado esta carta. Sin embargo, a pesar de estos avances hacia la igualdad, las mujeres todavía se enfrentan a diversos problemas relacionados con la desigualdad de género, como niveles desproporcionados de pobreza y educación, mala salud y desnutrición, falta de poder político, participación limitada en la fuerza laboral, violencia de género, mutilación genital femenina, y matrimonio infantil.

## Historia de las mujeres africanas

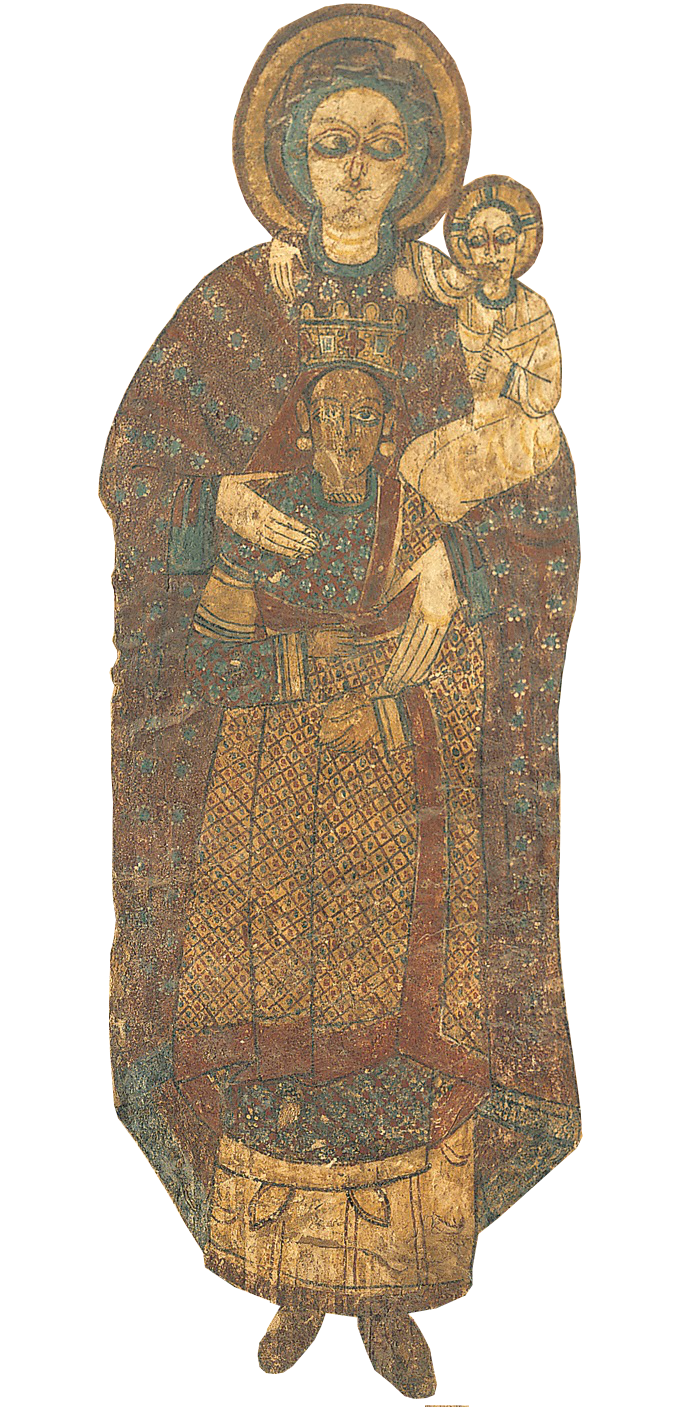
Mural de una noble makuriana protegida por la Virgen María, siglo XII

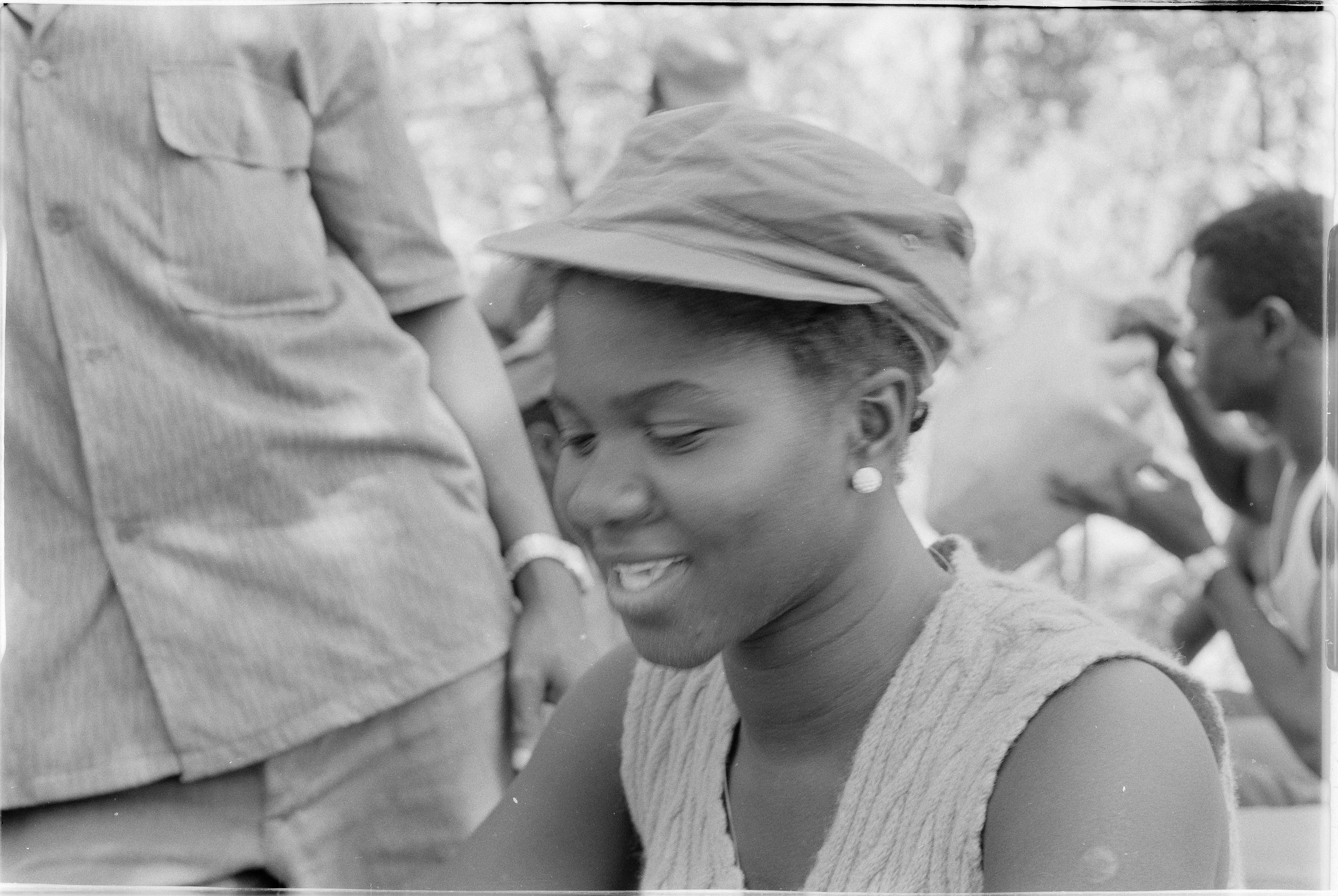
Mujer soldado del ejército de liberación del PAIGC jugando a las cartas, Guinea-Bissau, 1973

El estudio de la historia de las mujeres africanas surgió como un campo de estudio relativamente pronto después de que la historia africana se convirtiera en una materia académica ampliamente respetada. Historiadores como Jan Vansina y Walter Rodney obligaron a la academia occidental a reconocer la existencia de sociedades y estados africanos precoloniales a raíz de los movimientos de independencia africanos de la década de 1960, aunque se centraron principalmente en la historia de los hombres. Ester Boserup, estudiosa de la economía histórica, publicó su innovador libro, Women's Role in Economic Development (El papel de la mujer en el desarrollo económico), en 1970. Este libro ilustraba el papel fundamental que habían desempeñado las mujeres en la historia de África como productoras económicas, y cómo esos sistemas habían sido trastornados por el colonialismo. En la década de 1980, los académicos retomaron los hilos de la historia de las mujeres africanas en todo el continente, por ejemplo, con el estudio de George Brooks de 1976 sobre las mujeres comerciantes en el Senegal precolonial, o con el de Margaret Jean Hays de 1976 sobre cómo el cambio económico en la Kenia colonial afectó a las mujeres luo, y con el de Kristin Mann de 1985 sobre el matrimonio en Nigeria. Con el tiempo, los historiadores han debatido el papel y el estatus de las mujeres en la sociedad precolonial frente a la colonial, han explorado cómo las mujeres se han enfrentado formas cambiantes de opresión, han examinado cómo fenómenos como la domesticidad se volvieron sexistas, han desenterrado los roles de las mujeres en las luchas nacionales por la independencia,e incluso se argumentó que la categoría de “mujer” en algunos casos no podía aplicarse en contextos precoloniales. Se ha demostrado que las mujeres han sido agentes históricos, económicos y sociales esenciales en prácticamente todas las regiones de África durante siglos.

## Cultura

### En el hogar
Desde la década de 1940 hasta la declaración de independencia de Marruecos de la tutela de Francia en 1956, las mujeres marroquíes vivían en unidades familiares que eran "hogares cerrados" o harenes. La tradición del estilo de vida del harén para las mujeres terminó gradualmente con la independencia de Marruecos de Francia en 1956.
Las mujeres de Rhodesia del Sur en los años 1940 y principios de los 50 no eran educadas en los estilos de vida domésticos occidentales. Comenzaron a surgir clubes de mujeres donde las mujeres tenían como objetivo educarse unas a otras sobre la vida doméstica y la higiene. Helen Mangwende lideró el movimiento en Rodesia del Sur y fundó la FAWC (Federación de Clubes de Mujeres Africanas). Este grupo llegó a tener más de 700 miembros en 1950.
La división tradicional del trabajo en Senegal consideraba a las mujeres senegalesas responsables de tareas domésticas como cocinar, limpiar y cuidar a los niños. También eran responsables de una gran parte del trabajo agrícola, incluido el desmalezado y la cosecha de cultivos comunes tales como el arroz. En las últimas décadas, el cambio económico y la urbanización han llevado a muchos jóvenes a migrar a ciudades como Dakar. Como resultado de ello, las mujeres rurales participan cada vez más en la gestión de los recursos forestales de las aldeas y en la operación de molinos de mijo y arroz.

### En la sociedad
La discriminación por razón de género se solidificó en todo el continente durante la época colonial. En el período precolonial, las mujeres ocupaban jefaturas por derecho propio, y algunas tribus incluso tenían en sus tradiciones transmitir derechos dinásticos a títulos exclusivamente masculinos a descendientes reales a través de la línea matrilineal (por ejemplo, los reinos Asanteman, Balobedu, Ijawland, Wolof). El colonialismo erosionó el poder de estos cacicazgos y tradiciones, y reforzó lo que para entonces ya era un patriarcado en ascenso. Esto encontró una feroz oposición, la más famosa de las cuales siendo el caso de la revuelta de mujeres de Abeokuta en Nigeria. Después de la independencia, los estados soberanos solidificaron las normas de género y las estructuras de clases heredadas de sus predecesores coloniales, ya que tanto la primera como la segunda generación de administraciones africanas no lograron restaurar los poderes tradicionales de las mujeres. Esto generó gran oposición y, en el transcurso de las últimas dos décadas, la situación ha mejorado significativamente.
Entre las mujeres que han ocupado cargos a lo largo de la historia de África cabe mencionar a Fatim Beye, Ndoye Demba y Ndate Yalla Mbodj de Senegal, Moremi, Idia, Amina, Orompoto, Nana Asma'u y Efunroye Tinubu de Nigeria, Yaa Asantewaa de Ghana, Yennenga de Burkina Faso, Hangbe de Benín, Makeda, Zawditu y Embet Ilen de Etiopía y Eritrea, Nandi de Sudáfrica y Hatshepsut de Egipto. Todos son aclamados como inspiración para las mujeres africanas contemporáneas. Muchas de las mujeres africanas contemporáneas con títulos son miembros de la Red de Reinas Africanas y Mujeres Líderes Culturales, una organización voluntaria.

### En la literatura
Notables escritoras africanas han centrado su trabajo en cuestiones que afectan específicamente a las mujeres en África, entre las que cabe mencionar a Nawal El Saadawi (en libros como Woman at Point Zero y The Hidden Face of Eve), Flora Nwapa (Efuru), Ama Ata Aidoo (Anowa, Changes : A love story), o Buchi Emecheta (El precio de la novia, La chica esclava, Las alegrías de la maternidad).

## Educación

### África Subsahariana
Aunque los países del África subsahariana han logrado avances considerables para brindar igualdad de acceso a la educación a niños y niñas, el 23% de las niñas no reciben educación primaria. Factores como la clase social de una niña y la educación de la madre influyen en gran medida en su capacidad para tener acceso a la educación. Sin acceso fácil a las escuelas, las madres son a menudo la primera y quizás la única forma de educación con la que una niña puede contar. En Costa de Marfil, las niñas tienen 35 veces más probabilidades de asistir a la escuela secundaria si su padre se graduó en la universidad. Incluso cuando van a la escuela, dado que el 40% de las niñas se casan antes de los 18 años en el África subsahariana, a menudo se ven obligadas a abandonar la escuela para formar una familia. El matrimonio precoz refuerza la creencia cultural de que educar a las hijas es un desperdicio de recursos porque los padres no recibirán ningún beneficio económico una vez que su hija se case con otra familia. Esto conduce al fenómeno conocido como preferencia por los hijos varones, en el que las familias optarán por enviar a sus hijos a la escuela en lugar de a sus hijas debido al beneficio económico que los hijos educados podrían aportar a la familia. Además, las niñas que sí asisten a la escuela tienden a asistir a escuelas de menor calidad. Las escuelas de mala calidad se caracterizan por la falta de oferta de cursos y una débil preparación para el mercado laboral. Otro problema en los sistemas educativos es la segregación de las materias escolares por género. Las niñas tienen más probabilidades de seguir cursos de ciencias domésticas y biología, mientras que los niños tienen más probabilidades de cursar matemáticas, química, ingeniería y formación profesional. Según el Instituto de Estadística de la Unesco, el 58,8% de las mujeres estaban alfabetizadas en 2018. Sin embargo, las tasas de alfabetización en el África subsahariana varían mucho: Chad tiene una tasa de alfabetización femenina del 14% frente al 96% de las islas Seychelles.
Sudáfrica
Según el análisis de Rowena Martineau sobre las disparidades educativas entre hombres y mujeres en Sudáfrica, históricamente las mujeres han sido ignoradas dentro del sistema educativo. Algunas de las barreras a las que se enfrentan las mujeres para acceder a una educación son que su educación tiene menos prioridad que la de sus hermanos, la agresión sexual es un temor común y un hecho generalizado, y las presiones sociales para casarse y formar una familia obstaculizan las oportunidades de las mujeres de recibir educación. Además, las mujeres tienden a elegir enfermería y docencia por encima de cualquier otra profesión, lo que las excluye aún más de acceder a empleos mejor remunerados en STEM, factor que también contribuye a la desigualdad de género.
Sierra Leona
Desde la fundación de Sierra Leona en 1787, las mujeres de Sierra Leona han tenido una gran influencia en el desarrollo político y económico de la nación. También han desempeñado un papel importante en el sistema educativo, fundando escuelas y colegios, y algunas como Hannah Benka-Coker recibieron un reconocimiento con la construcción de una estatua por sus contribuciones o Lati Hyde-Forster, primera mujer en graduarse de Fourah Bay College que recibió un doctorado en derecho civil por la Universidad de Sierra Leona.
Angola
En Angola, se fundaron grupos como la Organización de Mujeres Angoleñas para facilitar el acceso a la educación y la posibilidad de votar. La organización también abogaba por la aprobación de leyes contra la discriminación y de alfabetización.

### África del Norte
Los siete países (Argelia, Egipto, Libia, Marruecos, Sudán, Túnez y el Sáhara Occidental) que componen el norte de África tienen entornos educativos únicos debido a su relativa riqueza y su fuerte fe islámica. Las normas y roles de género están definidos de manera muy estricta para proteger el honor y la modestia de las mujeres, que se han convertido en barreras para que las mujeres reciban la misma educación que los hombres, ya que se espera que se queden en casa y formen una familia. Estas expectativas de género devalúan la educación de las mujeres e impiden el acceso de las niñas a la educación. Como resultado, los países del norte de África, como Egipto y Marruecos, tienen tasas de analfabetismo femenino más altas que otros países con PIB similares.Al igual que en el África subsahariana, las mujeres están desproporcionadamente sobrerrepresentadas en las profesiones de enseñanza, medicina y bienestar social. Los estereotipos de género se ven reforzados aún más por el hecho de que sólo el 20% de las mujeres forman parte de la fuerza laboral. Esto crea un ciclo negativo en el que se espera que las mujeres se queden en casa, lo que les impide tener más oportunidades educativas y crea barreras para que las mujeres obtengan la educación y las habilidades necesarias para encontrar un empleo remunerado.
Marruecos
La tasa de alfabetización femenina de Marruecos es del 65%, que sigue siendo significativamente más baja que la tasa de alfabetización femenina del 73% del norte de África. Las mujeres marroquíes viven bajo estereotipos de roles y expectativas de género aceptables. El estudio de Agnaou de 2004 encontró que para el 40% de las mujeres analfabetas, el mayor obstáculo para alfabetizarse eran sus propios padres. Debido a la visión social de que la "alfabetización" y la "educación" son masculinas, no existe impulso político para educar a las mujeres en Marruecos. El gobierno ha llevado a cabo varias campañas de alfabetización, como la creación de la Dirección de Alfabetización de Adultos en 1997 y la Carta Nacional de Educación y Capacitación. Estas campañas de alfabetización han tenido éxito dispar en la reducción del analfabetismo debido a la financiación limitada, la falta de recursos humanos y la inercia cultural.

## Política

### África del Norte
Argelia
Argelia se considera una nación relativamente liberal y la situación de la mujer lo refleja. A diferencia de lo que ocurre en otros países vecinos, la igualdad de las mujeres está consagrada en las leyes y la constitución argelinas. Pueden votar y postularse para cargos políticos.
Libia
Desde la independencia, los líderes libios se han comprometido a mejorar la condición de las mujeres, pero dentro del marco de los valores árabes e islámicos. Un elemento central de la revolución de 1969 fue el empoderamiento de las mujeres y la eliminación de su estatus inferior.
Níger
En Níger, muchas de las leyes adoptadas por el gobierno de Níger para proteger los derechos de las mujeres nigerinas a menudo se basan en creencias musulmanas.
República Árabe Saharaui Democrática
Hablamos de las mujeres que nacieron, viven o son de la República Árabe Saharaui Democrática (RASD) en la región del Sahara Occidental. En la sociedad saharaui, las mujeres comparten responsabilidades en todos los niveles de su comunidad y organización social. El artículo 41 de la Constitución de la República Árabe Saharaui Democrática garantiza que el Estado tratará de conseguir "la promoción de las mujeres y [su] participación política, social y cultural, en la construcción de la sociedad y el desarrollo del país".

### África occidental
Benín
La situación de los derechos de la mujer en Benín ha mejorado notablemente desde el restablecimiento de la democracia y la ratificación de la Constitución, y la aprobación del Código de la Persona y la Familia en 2004, que anularon varias tradiciones que sistemáticamente trataban a las mujeres de manera desigual. A pesar de todo, persisten la desigualdad y la discriminación: aunque la poligamia y el matrimonio forzado son ilegales, siguen muy arraigados en la sociedad y todavía tienen lugar.
Nigeria
La libertad y el derecho de las mujeres a participar en procesos electorales y de liderazgo difieren incluso según los grupos étnicos dentro de una misma nación. Así, en Nigeria, las mujeres del Sur de Nigeria tenían derecho a votar ya en 1950 y a ser elegidas en las elecciones nigerianas de 1959, mientras que las mujeres del norte de Nigeria no pudieron votar ni ser elegidas hasta 1976.

### África central
República Democrática del Congo
Las mujeres de la República Democrática del Congo todavía no han alcanzado una posición de plena igualdad con los hombres y su lucha continúa. Aunque el régimen Mobutu Sese Seko mencionó el importante papel de las mujeres en la sociedad, lo hizo de boquilla, y aunque las mujeres disfrutan de algunos derechos legales (por ejemplo, el derecho a poseer propiedades y el derecho a participar en los sectores económicos y políticos), las restricciones legales y consuetudinarias limitan en gran manera sus oportunidades. Entre 1939 a 1943, más del 30% de las mujeres congoleñas adultas en Stanleyville (ahora Kisangani) estaban registradas, de forma que los impuestos que pagaban constituían la segunda fuente más grande de ingresos fiscales para Stanleyville.
Ruanda
Claire Wallace, Christian Haerpfer y Pamela Abbott señalan que, a pesar de que Ruanda tiene la mayor representación de mujeres en el parlamento del mundo, hay tres importantes problemas relativos al género en la sociedad ruandesa: la carga de trabajo de las mujeres, el acceso a la educación y la violencia de género. Concluyen que la actitud hacia las mujeres en las instituciones políticas de Ruanda no se ha filtrado al resto de la sociedad ruandesa, y en el caso de los hombres, que no en el de las mujeres, existen diferencias generacionales en lo que respecta a las actitudes basadas en el género.
Otros paises
En 2023, el Banco Europeo de Inversiones y la Comisión Europea asignaron 10 millones de euros a empresarias y empresas africanas que prestan servicios o generan empleos de buena calidad para mujeres en bioeconomía. Esto se lleva a cabo a través de líneas de préstamo con la Compagnie Financière Africaine COFINA en Côte d'Ivoire (centradas en cacao, anacardos y cultivos alimentarios), Senegal (para cereales y horticultura) y a través de First Capital Bank Limited en Zambia para impulsar la producción agrícola sostenible.

### África oriental
Seychelles
Las mujeres en Seychelles disfrutan de los mismos derechos legales, políticos, económicos y sociales que los hombres. La sociedad de Seychelles es esencialmente matriarcal. Las madres tienden a ser dominantes en el hogar, controlando la mayoría de los gastos corrientes y velando por los intereses de los niños.Las madres solteras son la norma social y la ley exige que los padres mantengan a sus hijos. Los hombres son importantes por su capacidad de generar ingresos, pero su papel doméstico es relativamente periférico. Las mujeres mayores pueden contar con el apoyo financiero de los miembros de la familia que viven en casa o con contribuciones de los ingresos de los hijos mayores.
Sudán del Sur

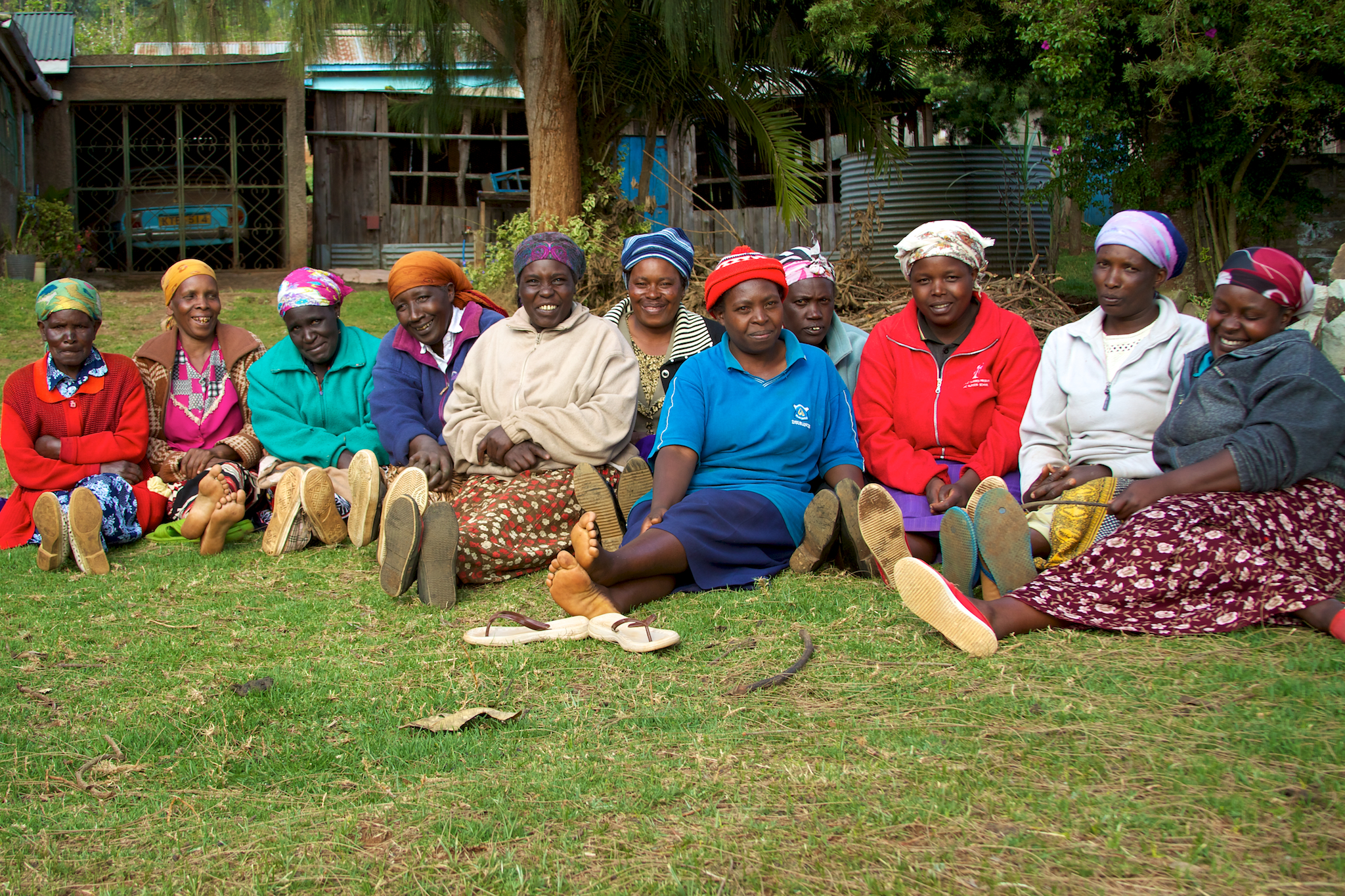
Un grupo de mujeres de Limuru, en el centro de Kenia, 2010.

Las mujeres de la República de Sudán del Sur participaron activamente en causas de liberación, proporcionando alimentos y refugio a los soldados, cuidando a los niños y cuidando a los héroes y heroínas heridos durante su lucha política antes de la independencia del país. Un ejemplo fue la formación del Katiba Banat o batallón de mujeres.
Sudán
Sudán se enfrenta a muchos desafíos con respecto a la desigualdad de género. Freedom House otorgó a Sudán la peor clasificación posible entre los regímenes represivos durante 2012. Sudán del Sur recibió una calificación ligeramente más alta, pero también fue calificado como "no libre". En el informe de 2013 con datos de 2012, Sudán ocupa el puesto 171 entre 186 países en el Índice de Desarrollo Humano (IDH). Sudán también es uno de los pocos países que no es signatario de la Convención sobre la eliminación de todas las formas de discriminación contra la mujer (CEDAW). A pesar de todo esto, ha habido cambios positivos con respecto a la igualdad de género. En 2012, las mujeres constituían el 24,1% de la Asamblea Nacional de Sudán.
Uganda
El rol de las mujeres ugandesas está claramente subordinado al de los hombres, a pesar de las importantes responsabilidades económicas y sociales de las mujeres en las muchas sociedades tradicionales de Uganda. A las mujeres se les enseña a acceder a los deseos de sus padres, hermanos, maridos y, a veces, también a los de otros hombres, y a demostrar su subordinación a los hombres en la mayoría de las áreas de la vida pública. Incluso en la década de 1980, se esperaba que las mujeres de las zonas rurales de Buganda se arrodillaran al hablar con un hombre. Al mismo tiempo, sin embargo, las mujeres asumen las responsabilidades principales del cuidado de los niños y los cultivos de subsistencia, y en el siglo XX han hecho contribuciones sustanciales a la agricultura de cultivos comerciales.

## Participación laboral
Las mujeres en África son muy activas, ya sea en la esfera del trabajo formal o del informal. Sin embargo, dentro de la esfera formal, las mujeres africanas ocupan sólo el 40% de los empleos formales, lo que ha llevado a una brecha laboral de género del 54%. Según el análisis de Bandara de 2015, esta brecha laboral de género genera una pérdida de US$ 255 miles de millones en crecimiento económico porque las mujeres no pueden contribuir plenamente al crecimiento económico. Además, las mujeres ganan en promedio dos tercios del salario de sus colegas masculinos. Algunos de los problemas a los que se enfrentan las mujeres africanas para encontrar trabajo formal son su falta de formación y habilidades técnicas, su débil protección contra la contratación discriminatoria por género y la doble carga de trabajo con la expectativa de continuar con las tareas domésticas y la maternidad. La mayor parte de los alimentos de África son producidos por mujeres, pero cada agricultora produce significativamente menos alimentos que los hombres porque las mujeres no tienen acceso a la misma tierra, fertilizantes, tecnología y crédito para lograr la máxima eficiencia. Por ejemplo, las mujeres en Etiopía y Ghana producen entre un 26% y un 17% menos de alimentos que sus homólogos masculinos como resultado de la desigualdad en el acceso a recursos.
La agencia de desarrollo rural del gobierno senegalés tiene como objetivo organizar a las mujeres de las aldeas e involucrarlas más activamente en el proceso de desarrollo. Las mujeres desempeñan un papel destacado en los comités de salud de las aldeas y en los programas prenatales y posnatales. En las zonas urbanas, el cambio cultural ha llevado a que las mujeres ingresen al mercado laboral como empleadas de oficina y del comercio minorista, trabajadoras domésticas y trabajadoras no cualificadas en fábricas textiles y fábricas de conservas de atún. Las organizaciones no gubernamentales también participan activamente en la promoción de las oportunidades económicas de las mujeres en Senegal. Los préstamos de microfinanciación para empresas de mujeres han mejorado la situación económica de muchas de ellas.
En mayo de 2011, en Yibuti, la Directora de Género del Departamento de la Mujer y la Familia , Choukri Djibah, lanzó el proyecto SIHA (Iniciativa Estratégica para el Cuerno de África, por sus siglas en inglés), diseñado para apoyar y reforzar la capacidad económica de las mujeres en Yibuti, financiado con una subvención de la Unión Europea de 28 millones de francos yibutianos.

## Mujeres notables
Ellen Johnson Sirleaf de Liberia fue la primera mujer presidenta de una nación africana. Desde la elección de Sirleaf, Joyce Banda en Malaui, Ameenah Gurib en Mauricio y Sahle-Work Zewde en Etiopía también han ascendido a las presidencias de sus respectivos países. Algunas otras líderes políticas (sin ningún orden en particular) son Sylvie Kinigi de Burundi, Luisa Diogo de Mozambique, Agathe Uwilingiyimana de Ruanda, Maria das Neves de Santo Tomé y Príncipe, Aminata Toure de Senegal y Saara Kuugongelwa de Namibia. Cada una de ellas ha ocupado el cargo de primera ministra de su país.
Además de líderes políticos, las naciones africanas cuentan con muchas artistas, escritoras y activistas. Por ejemplo: la letrista del himno nacional y reconocida escritora de Santo Tomé y Príncipe, Alda do Espirito Santo; la cantante sudafricana y activista del apartheid, Miriam Makeba;la novelista y oradora nigeriana Chimamanda Ngozi Adichie; la empresaria etíope de SoleRebels, Belén Alemu; la arquitecta nigerina Mariam Kamara; la activista medioambiental Wanjira Mathai; la filántropa nigeriana radicada en Estados Unidos, Efe Ukala; Tosin Oshinowo, arquitecta nigeriano, emprendedora creativa, oradora pública y escritora. En Kenia, Wamuyu Gakuru jugó un papel en la rebelión Mau Mau como luchadora por la independencia de Kenia.

## La violencia de género

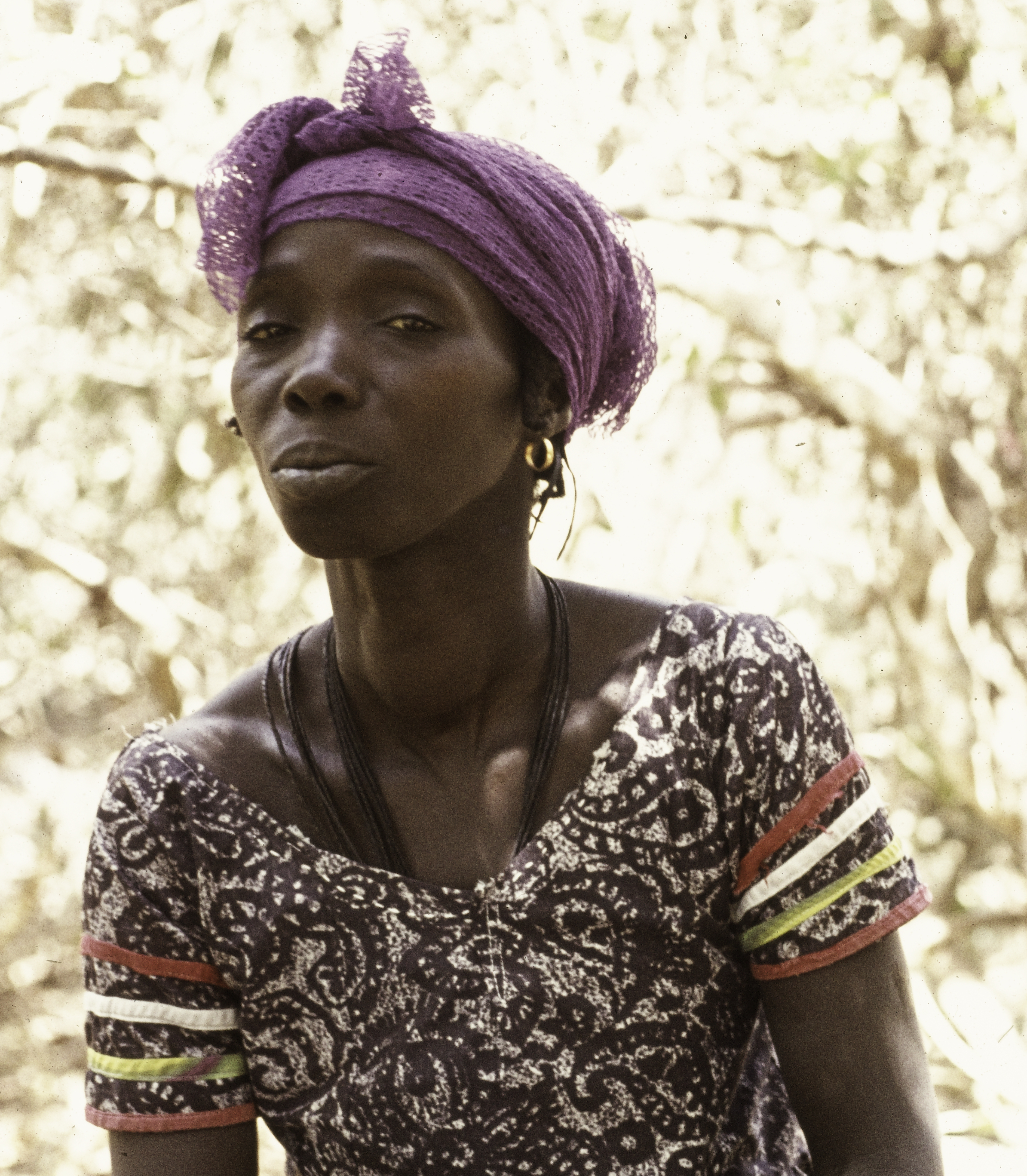
Mujer de la liberada Guinea-Bissau, 1974

El Protocolo de Maputo de 2003 de la Unión Africana abordó la violencia de género contra las mujeres, que definía como "todos los actos perpetrados contra las mujeres que causan o podrían causarles daño físico, sexual, psicológico y económico, incluida la amenaza de realizar tales actos; o la imposición de restricciones arbitrarias o privaciones de libertades fundamentales en la vida pública o privada en tiempo de paz y durante situaciones de conflicto armado o de guerra...".

### Protecciones legales frente a la agresión sexual
En Benín, la aplicación de la ley contra la violación, cuya pena puede ser de hasta cinco años de prisión, se ve obstaculizada por la corrupción, la falta de eficacia del trabajo policial y el miedo al estigma social. La incompetencia de la policía tiene como resultado que la mayoría de los delitos sexuales se reduzcan a delitos menores. La violencia doméstica está muy extendida, con penas de hasta tres años de prisión, pero las mujeres se muestran reacias a denunciar los casos y las autoridades se resisten a intervenir en lo que generalmente se consideran asuntos privados.

### Mutilación genital femenina
En algunas culturas africanas, la mutilación genital femenina se considera un paso tradicional a la feminidad y una forma de purificar el cuerpo de la mujer. Hay cuatro niveles de circuncisión femenina: el tipo 1 implica la extirpación completa del clítoris, el tipo 2 va más allá del tipo 1 y también elimina los labios menores, el tipo 3 sutura la vagina después de un procedimiento de tipo 2 y el tipo 4 es cualquier mutilación de tejido vaginal. El procedimiento es muy doloroso y, a menudo, se practica sin el equipo médico ni los procedimientos de higiene adecuados, lo que genera un alto riesgo de infección y dolor crónico. La mutilación genital femenina se practica en Senegal, Mauritania, Mali, Nigeria, Níger, Chad, Egipto, Camerún, Sudán, Etiopía, Somalia, Kenia, Uganda, República Centroafricana, Ghana, Togo, Benín, Burkina Faso, Sierra Leona, entre otros.

### Feminicidio
El feminicidio se define como el "asesinato intencional de mujeres", lo que incluye asesinatos por honor, asesinatos por dote, crímenes de odio por orientación sexual e infanticidio femenino. Según un estudio de Abrahams de 2013, Sudáfrica tiene la cuarta tasa más alta de homicidio femenino con 12,9 por cada 100.000 mujeres asesinadas anualmente por sus parejas sentimentales en Sudáfrica. Con una tasa de 7,5/100.000 mujeres, las mujeres en Sudáfrica tienen cuatro veces más probabilidades de ser asesinadas con un arma de fuego que una mujer en los Estados Unidos.